# Clematis herrei
Clematis herrei är en ranunkelväxtart som beskrevs av Hj. Eichl.. Clematis herrei ingår i släktet klematisar, och familjen ranunkelväxter. Inga underarter finns listade i Catalogue of Life.